# جوفاني تراباتوني
جوفانـّي تراباتوني (Giovanni Trapattoni). (كوزانو ميلانينو بمقاطعة ميلانو، 17 مارس 1939)، لاعب كرة قدم سابق ومدرب كرة قدم حالي. بدأ مسيرته في كرة القدم مع نادي إيه سي ميلان، في الستينات وفي أوائل السبعينات، وقد حقق مع الفريق لقب دوري أبطال أوروبا وحقق لقب الدوري الإيطالي لعدة مرات. بعد أن اعتزل لعب كرة القدم، توجه تراباتوني إلى التدريب، وقد بدأ التدريب في عام 1974، حيث درب نادي إيه سي ميلان، وقد ظل معهم لمده سنتين وبعدها انتقل إلى تدريب نادي يوفنتوس، واستطاع أن يفوز بلقب الدوري الإيطالي سته مرات، وفاز في كأس إيطاليا مرتين ودوري أبطال أوروبا مرة واحدة، وكأس الكؤوس الأوروبية مرة واحدة وكأس الاتحاد الأوروبي مرة واحدة، وترك تراباتوني الفريق في عام 1986، وتوجه إلى نادي إنتر ميلان، وفي عام 1989 قاد نادي إنتر ميلان للفوز بلقب الدوري الإيطالي، وفاز معهم أيضا بكأس الاتحاد الأوروبي في عام 1991، وفي عام 1991 عاد إلى تدريب نادي يوفنتوس، وفاز معهم بكأس الاتحاد الأوروبي في عام 1993، وفي موسم 1994/1995 انتقل إلى تدريب نادي بايرن ميونخ الألماني، ولم يحقق معهم نتائج جيدة، فعاد إلى إيطاليا ودرب نادي كالياري، ولكنه لم يحقق معهم أي نتيجة تذكر، وعاد إلى تدريب بايرن ميونخ مرة أخرى، وحقق معهم لقب الدوري الألماني في موسم 1996/1997، وحقق معهم لقب كأس ألمانيا في موسم 1997/1998.
و في عام 1998 عاد إلى إيطاليا مرة أخرى ودرب نادي فيورنتينا، وحصل على المركز الثاني في كأس إيطاليا في موسم 1998/1999، وترك الفريق في عام 2000 ليقوم بتدريب منتخب إيطاليا لكرة القدم، ولكنه حقق معهم نتائج مخيبة في كأس العالم 2002، حيث خرج أمام منتخب كوريا الجنوبية لكرة القدم، وفي كأس أوروبا 2004 خرج من دور المجموعات، فأقيل من تدريب المنتخب، وليقوم بتدريب نادي بنفيكا البرتغالي ليقودهم للفوز بلقب الدوري البرتغالي، وحصل على المركز الثاني في كأس البرتغال، ولكنه رغم نجاحه مع الفريق، فضل العودة إلى الدوري الألماني، فدرب نادي شتوتغارت، ولكنه حقق نتائج مخيبة للآمال فأقيل من تدريب النادي، بعد أن حقق 12 تعادل من أصل 20 مباراة لعبها النادي في الدوري.
يدرب حاليا منتخب جمهورية أيرلندا

## روابط خارجية
- جوفاني تراباتوني على موقع IMDb (الإنجليزية)
- جوفاني تراباتوني على موقع ديسكوغز (الإنجليزية)
- جوفاني تراباتوني على موقع الاتحاد الدولي (مؤرشف)  (الإنجليزية)
- جوفاني تراباتوني على موقع الاتحاد الأوربي (الإنجليزية)
- جوفاني تراباتوني على موقع قاعدة بيانات كرة القدم.إي يو (الإنجليزية)
- جوفاني تراباتوني على موقع ليكيب (الفرنسية)
- جوفاني تراباتوني على موقع ناشيونال فوتبول تيمز (الإنجليزية)
- جوفاني تراباتوني على موقع Soccerway.com (الإنجليزية)
- جوفاني تراباتوني على موقع عالم كرة القدم.نت (الإنجليزية)
- جوفاني تراباتوني على موقع كووورة
- جوفاني تراباتوني على موقع أوليمبيديا (الإنجليزية)